# Терехова, Дарья Андреевна
Да́рья Андре́евна Те́рехова (25 июня 1987, Серпухов, РСФСР, СССР) — российская оперная певица (сопрано), Лауреат Национальной театральной премии «Золотая маска».

## Биография и артистическая карьера
Родилась и выросла в городе Серпухове Московской области в семье, происходящей из купеческого рода Громовых по отцовской линии и инженеров по материнской линии. Бабушка по линии отца из рода орловских цыган.
Начала заниматься музыкой в 6 лет в Музыкально-хоровой студии «Росинка» ДК Россия города Серпухова по классу фортепиано, которую окончила в 2001 году. До 2003 года занималась эстрадным вокалом. В 2003 году поступила в Московский областной педагогический колледж, который окончила в 2007 году по специальности «педагог английского языка».
С 2003 года занималась в классе сольного пения своего первого педагога по академическому вокалу Наталии Гавриловой, стала лауреатом международных конкурсов «Зажги свою звезду» и «Роза ветров» и решила связать свою судьбу с оперным пением.
С 2005 года несколько лет обучалась вокалу у педагога-концертмейстера Ольги Громыхиной.
В 2008 году участвовала в мастер-классах Елены Образцовой, Владимира Атлантова, Маквалы Касрашвили, Ларисы Гергиевой и Виктора Черноморцева в Летней академии молодых оперных певцов Мариинского театра в Миккели.
В 2012 году окончила РАТИ-ГИТИС, где обучалась в классе профессора Эммы Саркисян, в мастерской Александра Тителя и Игоря Ясуловича.
Окончив третий курс ГИТИСа, после победы на международном конкурсе оперных певцов Бельведер (Вена, 2010 г.) была приглашена на прослушивание в МАМТ им. К. С. Станиславского и Вл. И. Немировича-Данченко и с сезона 2010—2011 была принята в оперную труппу театра, где в январе 2011 дебютировала в партии Царевны-Лебедь в опере Н. А. Римского-Корсакова «Сказка о царе Салтане». В том же сезоне исполнила партию Олимпии в премьерных показах оперы Оффенбаха «Сказки Гофмана» и партию Царицы ночи (а позже Памины) в спектакле мастерской курса Тителя и Ясуловича в опере Моцарта «Волшебная флейта».
В 2013 году принимала участие в телевизионном проекте-конкурсе «Большая опера» телеканала Россия-Культура и завоевала специальный приз.
С 2018 года работает в тесном сотворчестве с пианистом-коучем Светланой Ефимовой.
За годы работы в МАМТ исполнила около 20 ведущих оперных партий репертуара лирико-колоратурного сопрано, среди которых Лючия («Лючия ди Ламмермур» Доницетти), Джильда («Риголетто» Верди), Розина («Севильский цирюльник» Россини), Адина («Любовный напиток» Доницетти), Олимпия («Сказки Гофмана» Оффенбаха), Титания («Сон в летнюю ночь» Бриттена), Главка («Медея» Керубини), Нинетта («Любовь к трём апельсинам» Прокофьева), Ядвига («Робинзон Крузо» Оффенбаха).
В 2017 году по приглашению музыкального менеджера и режиссёра-постановщика Ханса-Йоахима Фрая исполнила партию Констанцы в опере Моцарта «Похищение из Сераля» в рамках Брукнеровского фестиваля в австрийском городе Линц (дирижёр — Фабио Мастранжело). В 2018 году в рамках гастролей МАМТ исполнила партию Царевны-лебедь на сцене Израильской оперы Тель-Авива. В 2019 году дебютировала на сцене Национального центра исполнительских искусств Пекина в роли Куклы Олимпии в опере Оффенбаха «Сказки Гофмана» в постановке Франчески Замбелло (дирижёр — Пинхас Штайнберг). Также в 2019 году исполнила партию сопрано в мировой премьере оратории «Сказание о пугачёвском бунте» под руководством Владимира Юровского на сцене КЗ им. П. И. Чайковского в Москве.
Известность Дарье Тереховой принесла роль Бьондетты в опере «Влюблённый дьявол» Александра Вустина, в постановке Александра Тителя, которая была осуществлена под музыкальным руководством дирижёра Владимира Юровского и состоялась на сцене МАМТ в 2019 году. За роль Бьондетты Дарья Терехова удостоена звания Лауреата Национальной театральной премии «Золотая Маска» в номинации «Лучшая женская роль в опере».
В 2022 году приняла участие в видеозаписи оперы Россини «Севильский цирюльник» в роли Розины, в постановке Александра Тителя и под музыкальным руководством дирижёра Тимура Зангиева, которая была осуществлена телеканалом Россия-Культура.
Является лауреатом многочисленных конкурсов, среди которых "Конкурс оперных певцов «Бельведер» (2 премия, Вена, 2010 г.), «Конкурс оперных певцов Ирины Богачёвой Санкт-Петербург»(1 премия, Санкт-Петербург, 2011 г.), «Paris Opera Awards» под патронажем маэстро Сэра Ричарда Бонинга (1 премия и приз зрительских симпатий, Париж, 2014 г.), «Competizione dell’Opera» (2 премия, Москва, 2016 г.).
Награждена Орденом Владимира Храброго за вклад в развитие культуры города Серпухова.

## Характеристика голоса
Лирико-колоратурное сопрано

## Награды и премии
- Национальная театральная премия «Золотая маска» (Лауреат)

- Орден Владимира Храброго за вклад в развитие культуры города Серпухова
- 2 премия "Конкурса оперных певцов «Бельведер»(Вена, 2010 г.)
- 1 премия «Конкурса оперных певцов Ирины Богачёвой Санкт-Петербург»(Санкт-Петербург, 2011 г.)
- 1 премия и приз зрительских симпатий «Paris Opera Awards» под патронажем маэстро Сэра Ричарда Бонинга (Париж, 2014 г.)
- 2 премия «Competizione dell’Opera» (Москва, 2016 г.)